# Bucy-lès-Cerny
Bucy-lès-Cerny è un comune francese di 196 abitanti situato nel dipartimento dell'Aisne della regione dell'Alta Francia (Non va confuso con il quasi omonimo Cerny-lès-Bucy, comune vicino, sito nello stesso dipartimento).

## Società

### Evoluzione demografica
Abitanti censiti